# 扶余北駅
扶余北駅（ふよきたえき）とは、中華人民共和国吉林省松原市扶余市に位置する哈大旅客専用線の駅。

## 歴史
- 2012年12月1日　開業。

## 隣の駅
中華人民共和国鉄道部
哈大旅客専用線
双城北駅 - 扶余北駅 - 徳恵西駅
座標: 北緯45度00分22秒 東経125度59分52秒 / 北緯45.006033度 東経125.997877度